# Biphyllocera kirbyana
Biphyllocera kirbyana är en skalbaggsart som beskrevs av White 1841. Biphyllocera kirbyana ingår i släktet Biphyllocera och familjen Melolonthidae. Inga underarter finns listade.

## Bildgalleri

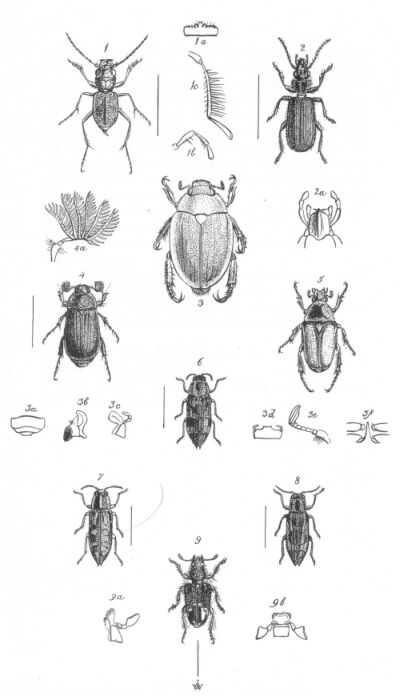